# 霍梅恩
霍梅恩（波斯語：خمین）是伊朗的城市，位於該國西部，由中央省負責管轄，距離首府阿拉克60公里，海拔高度1,787米，2006年人口64,031，居民大多是波斯人。